# What Shall We Do Now?
What Shall We Do Now? (букв. превод: Какво ще правим сега?) е песен на британската прогресив рок група Пинк Флойд, написана от Роджър Уотърс.

## История
По план песента е била част от албума The Wall, като е представлявала преход от песента „Empty Spaces“, към „Young Lust“, но поради технически ограничения е изрязана от албума в последния момент. Въпреки че не фигурира в оригиналния запис, по време на турнето върху същия албум песента е изпълнявана от групата. За първи път тя е издадена на запис през 2000 г. като част от албума „The Wall Live 1989“, който включва изпълнения на живо върху песни от The Wall.